# Session Initiation Protocol
Den här sidan handlar om den tekniska standarden SIP. För andra innebörder, se SIP (olika betydelser).
Session Initiation Protocol (SIP) är ett protokoll utvecklad av IETF och numera en godtagen standard för initiering, ändring och avslutning av interaktiva sessioner som innefattar multimedia såsom video, ljud, spel och virtuell verklighet.
Speciellt är SIP känt för möjligheten till telefoni och även videosamtal.
SIP tillhandahåller mekanismer för att
- etablera sessioner mellan avsändare och mottagare genom att meddela mottagaren om inkommande session. SIP tillåter även deltagarna i sessionen att förhandla mediakodning för sessionen samt avsluta en pågående session.
- för avsändaren bestämma IP-adress till mottagaren. Adressen kan variera på grund av till exempel DHCP.
- parkera sessioner, vidarekoppla sessioner, hantera sessioner genom att under pågående session lägga till mediaströmmar, ändra mediakodning och bjuda in nya deltagare.

Protokollmeddelanden i SIP påminner om HTTP och kan användas över UDP, TCP och SCTP. SIP använder port 5060 för oskyddad kommunikation och port 5061 när TLS används.

## Standardisering
SIP version 2.0 standardiserades i RFC 3261 som publicerades 2002. Sedan dess har protokollet utökats och förändrats i en rad RFC-dokument vilket gör att ett nytt ramverk växer fram. Betoningen ligger nu på att använda TCP eller TCP/TLS för kommunikation, samtidigt som NAT-problematiken har fått stöd av protokoll som Interactive Connectivity Establishment (ICE) för mediahanteringen och SIP Outbound för signalering.

## Säkerhet
SIP har en rad säkerhetsfunktioner. HTTP MD5 och SHA256 digest authentication används för autentisering. TLS används för att dölja kommunikation mellan olika enheter, dock är informationen öppen i de servrar som hanterar den. S/MIME ger både autenticering, integritetsskydd och konfidentialitet mellan två klienter. SIP identity är tänkt att ge säkra identiteter mellan olika domäner, samtidigt som standarden ger meddelanden ett visst integritetsskydd.